# Grand Prix Hiszpanii 1934

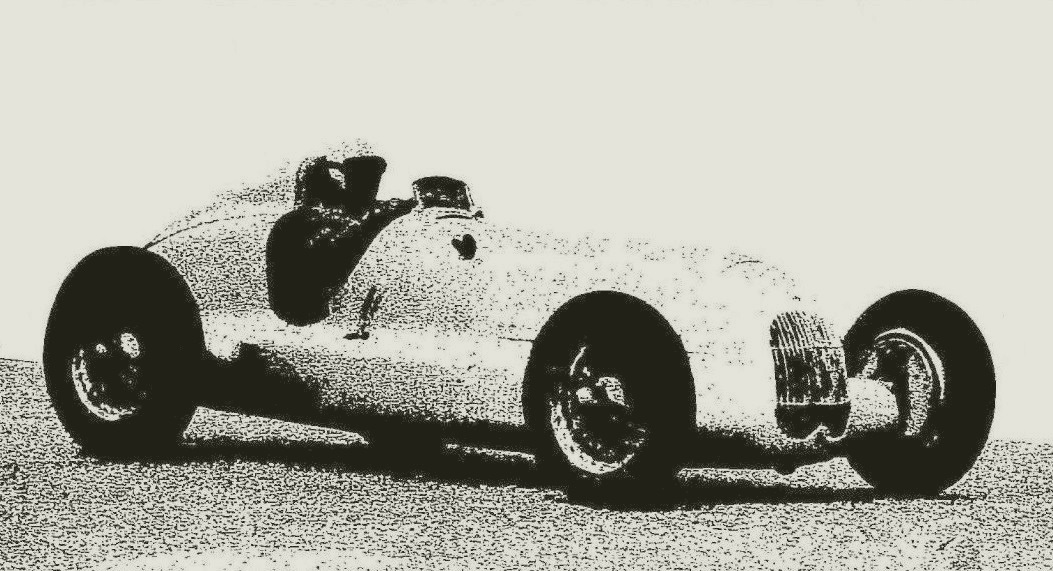
Luigi Fagioli podczas Grand Prix Hiszpanii 1934

Grand Prix Hiszpanii 1934 (oryg. IX Gran Premio de España) – jeden z wyścigów Grand Prix rozegranych w 1934 roku, a szósta spośród tzw. Grandes Épreuves.

## Lista startowa
Na niebieskim tle kierowcy, którzy nie byli zgłoszeni, lecz współdzielili samochód w czasie wyścigu
| Nr | Kierowca             | Zespół                 | Samochód             | Silnik              |   |
| -- | -------------------- | ---------------------- | -------------------- | ------------------- | - |
| 2  | Rudolf Caracciola    | Daimler-Benz AG        | Mercedes-Benz W25    | Mercedes-Benz S-8   | ? |
| 4  | Jean-Pierre Wimille  | Automobiles E. Bugatti | Bugatti T59          | Bugatti 3.3 S-8     | ? |
| 6  | Hans Stuck           | Auto Union AG          | Auto Union A         | Auto Union 4.4 V-16 | ? |
| 8  | Achille Varzi        | Scuderia Ferrari       | Alfa Romeo Tipo B/P3 | Alfa Romeo 2.9? S-8 | ? |
| 10 | Luigi Soffietti      | Scuderia Siena         | Maserati 8CM         | Maserati S-8        | ? |
| 12 | Tazio Nuvolari       | Automobiles E. Bugatti | Bugatti T59          | Bugatti 3.3 S-8     | ? |
| 14 | René Dreyfus         | Automobiles E. Bugatti | Bugatti T59          | Bugatti 2.8 S-8     | ? |
| 16 | Louis Chiron         | Scuderia Ferrari       | Alfa Romeo Tipo B/P3 | Alfa Romeo 2.9? S-8 | ? |
| 16 | Franco Comotti       | Scuderia Ferrari       | Alfa Romeo Tipo B/P3 | Alfa Romeo 2.9? S-8 | ? |
| 18 | Luigi Fagioli        | Daimler-Benz AG        | Mercedes-Benz W25    | Mercedes-Benz S-8   | ? |
| 20 | Marcel Lehoux        | Whitney Straight       | Maserati 8CM         | Maserati 3.0 S-8    | ? |
| 22 | Hermann zu Leiningen | Auto Union AG          | Auto Union A         | Auto Union 4.4 V-16 | ? |
| 22 | Hans Stuck           | Auto Union AG          | Auto Union A         | Auto Union 4.4 V-16 | ? |
| 22 | Tazio Nuvolari       | Auto Union AG          | Auto Union A         | Auto Union 4.4 V-16 | ? |
| 24 | Robert Brunet        | Ecurie Braillard       | Maserati 8CM         | Maserati 3.0        | ? |
| 26 | Benoît Falchetto     | Ecurie Braillard       | Maserati 8CM         | Maserati 3.0        | ? |
| 28 | Antonio Brivio       | Automobiles E. Bugatti | Bugatti T59          | Bugatti 2.8 S-8     | ? |
| 30 | Eugen Bjørnstad      | prywatny               | Alfa Romeo Monza     | Alfa Romeo 2.3 S-8  | ? |
| ?  | Ernst Henne          | Daimler-Benz AG        | Mercedes-Benz W25A   | Mercedes-Benz S-8   | ? |
| Nr | Kierowca             | Zespół                 | Samochód             | Silnik              |   |

## Wyniki

### Wyścig
Źródło: kolumbus.fi
| P                                                     | + / –     | Nr | Kierowca                        | Konstruktor   | Okr. | Czas / Strata        | Komentarz              |
| ----------------------------------------------------- | --------- | -- | ------------------------------- | ------------- | ---- | -------------------- | ---------------------- |
| 1                                                     | 8         | 18 | Luigi Fagioli                   | Mercedes-Benz | 30   | 3h19:41,6            |                        |
| 2                                                     | 1         | 2  | Rudolf Caracciola               | Mercedes-Benz | 30   | +0:42,8              |                        |
| 3                                                     | 3         | 12 | Tazio Nuvolari                  | Bugatti       | 30   | +1:07,4              |                        |
| 4                                                     | 7         | 22 | Hermann zu Leiningen Hans Stuck | Auto Union    | 30   | +1:22,4              | Samochód współdzielony |
| 5                                                     | 1         | 8  | Achille Varzi                   | Alfa Romeo    | 30   | +2:08,5              |                        |
| 6                                                     | 4         | 4  | Jean-Pierre Wimille             | Bugatti       | 30   | +6:41,2              |                        |
| 7                                                     | Bez zmian | 14 | René Dreyfus                    | Bugatti       | 29   | +1 okr               |                        |
| 8                                                     | 2         | 20 | Marcel Lehoux                   | Maserati      | 29   | +1 okr               |                        |
| 9                                                     | 4         | 10 | Luigi Soffietti                 | Maserati      | 29   | +1 okr               |                        |
| 10                                                    | 2         | 16 | Louis Chiron Franco Comotti     | Alfa Romeo    | 29   | +1 okr               | Samochód współdzielony |
| 11                                                    | 3         | 28 | Antonio Brivio                  | Bugatti       | 28   | +2 okr               |                        |
| Niesklasyfikowani                                     |           |    |                                 |               |      |                      |                        |
|                                                       |           | 24 | Robert Brunet                   | Maserati      | 25   | Wypadek              |                        |
|                                                       |           | 26 | Benoît Falchetto                | Maserati      | 23   |                      |                        |
|                                                       |           | 6  | Hans Stuck                      | Auto Union    | 3    | Wyciek oleju         |                        |
| Nie wystartowali / niedopuszczeni do ponownego startu |           |    |                                 |               |      |                      |                        |
|                                                       |           | 22 | Tazio Nuvolari                  | Auto Union    |      |                      |                        |
|                                                       |           | 30 | Eugen Bjørnstad                 | Alfa Romeo    |      | Samochód zbyt ciężki |                        |
|                                                       |           | ?  | Ernst Henne                     | Mercedes-Benz |      | Kierowca rezerwowy   |                        |
| P                                                     | + / –     | Nr | Kierowca                        | Konstruktor   | Okr. | Czas / Strata        | Komentarz              |

### Najszybsze okrążenie
Źródło: teamdan.com
| Nr | Kierowca   | Konstruktor | Czas   | Okr. |
| -- | ---------- | ----------- | ------ | ---- |
| 6  | Hans Stuck | Auto Union  | 6:20,0 |      |